# ダーティハリー
『ダーティハリー』（原題 Dirty Harry）は、1971年製作のアメリカ合衆国の映画。ワーナー・ブラザース提供。

## 概要
サンフランシスコを舞台に、職務遂行のためには暴力的な手段も辞さないアイルランド系のハリー・キャラハン刑事が、ベトナム帰還兵の偏執狂的連続殺人犯との攻防を繰り広げるアクション映画。
組織と規律から逸脱していくアウトロー的、かつ直情径行で信念を貫徹する性格の主人公をクリント・イーストウッドが演じた。
1970年代のハリウッド・アクション映画を代表する作品の一つであり、その後に撮影されたアクション映画にも影響を及ぼすほどであった。度々シリーズ化され、続編4作品『ダーティハリー2』 、『ダーティハリー3』、『ダーティハリー4』（これのみイーストウッド自身が監督）、『ダーティハリー5』が製作された。

## ストーリー
サンフランシスコのとあるホテル屋上のプールで泳いでいた女性が、何者かによって射殺される。捜査にあたるのは「ダーティハリー」ことサンフランシスコ市警察本部捜査課のハリー・キャラハン刑事。狙撃地点に残されたメモで犯人はスコルピオと名乗り、市警察に10万ドルを要求。応じなければ、次はカトリックの司祭か黒人を殺すという。市警察は支払いを拒み、次の犯行を防ぐために市内の高層ビルに多数の警察官を配置する。警戒中のヘリコプターが不審人物を発見するが、犯人を逃がしてしまう。
犯人は10歳の黒人少年を殺害したあと、さらに少女を誘拐し身代金を要求する。市は10万ドルの支払を決意、金の引渡しをハリーは命ぜられ、相棒のチコ・ゴンザレスが車で後をつけることとなる。犯人は銃を捨てたハリーを殴打し殺そうとするが、そこへチコが駆けつけて銃撃戦となる。チコは負傷するが、ハリーが隠し持っていたナイフを腿に突き立て、スコルピオは足を引きずりつつ逃走する。
犯人が傷の手当を受けた夜間病院の医師の話から、ハリーはスコルピオの居所を突き止めて追いつめ、刺し傷と銃創の上を踏みつけて少女の居場所を吐かせたが、少女は既に死んでいた。さらに、ミランダ警告を無視した逮捕と自白強要が違法とされ、そのほか決定的証拠もなく結局犯人は放免される。地方検事局のオフィスで「加害者にも人権はあるのだ」と諭されるハリーだが、「被害者の人権は誰が守るのか?」と、逆に怒りを露わにする。こうした中、スコルピオはさらに黒人の無免許医に金を渡して自分を殴らせ、それをハリーの仕業だと警察に届け出たことから、ハリーは市長と上司のブレスラーによって、謹慎処分を受ける。
スコルピオは病院を退院すると酒屋で拳銃を強奪し、生徒たちが乗ったスクールバスをバスジャックする。橋の上からバスの屋根に飛び乗ったハリーに対して、スコルピオはバスを捨て採石場に逃げ込み銃撃戦となる。採石場を出て近くの池で釣りをしていた少年を人質に取ったスコルピオだったが、ハリーの撃った弾丸は少年をかすめて肩に命中。拳銃を落とし、ハリーはいよいよスコルピオを追い詰める。
スコルピオは落とした拳銃に一度手を伸ばすも躊躇する。それに対し挑発するハリー。結局、スコルピオは拳銃を取りハリーを狙うも、一瞬早く銃口を向けたハリーに胴体を撃ち抜かれ絶命、死体は池に落ちる。しかし警察の人間としての誇りを失ったハリーはポケットから警察バッジを取り出すと、池に放り投げるのだった。

## 登場人物
ハリー・キャラハン
主人公。サンフランシスコ市警察本部捜査課の刑事で、普通は他人が嫌がる汚れ仕事ばかりしていることから、仲間内では「ダーティハリー（汚れ屋ハリー）」の渾名が付いている。

### ハリー・キャラハンの周辺人物
チコ・ゴンザレス
若手刑事。大学社会学部卒で教員免許を持っているインテリ。学生時代はボクシング部だった。ハリーが犯人の“スコルピオ”への身代金を運搬している所を上司には秘密で追尾。公園でハリーは射殺されそうになるがチコが間一髪の所で助けに入る。しかしその時に撃たれて重傷を負う。その後、刑事を続ける自信が揺らぎ退職する。2作目で小学校教師へと転職していることがハリーの口から明かされている。
使用武器はS&W M10。
フランク・ディジョージオ
ベテラン刑事。ハリーの同僚。ハリーとコンビを組むこともある。
アル・ブレスラー警部補
ハリーの上司。破天荒なハリーの捜査に閉口しているようだが手腕は買っている。一方で無理な命令をすることがあるなど自身も融通がきかない所がある。
ジャフィー
ハリーが通う飲食店のコック。ハリーにものを頼まれることもある。
市長
何かと命令無視をするハリーの捜査に苛立っている。

### 犯人
スコルピオ
罪のない市民を狙撃し市長に身代金を要求し、さらには14歳の少女を監禁し強姦した上にマンホールに閉じ込め窒息死させるという残忍な殺人犯である。ハリーが一度は逮捕するがミランダ警告を行わず、令状も取らず、加えてハリーによってスコルピオに対する拷問があったとされ釈放されてしまう。釈放後も無免許医に金を払って自分を殴らせ、それをハリーの仕業だとマスコミに発表したり、スクールバスをバスジャックして国外逃亡を図る。しかし、ハリーに追い詰められ、最後の抵抗を試みるも44マグナムに体を貫かれ射殺された。
使用武器はスポーツタイプに改造した二式テラ銃、MP40、ワルサーP38。ワルサーは商店主より強奪したもの。
モデルはゾディアック事件の犯人（未だに正体不明）。

## 出演
| 役名                         | 俳優                     | 日本語吹替                                                                          |
| 役名                         | 俳優                     | テレビ朝日版 （追加録音版）                                                         |
| ---------------------------- | ------------------------ | ----------------------------------------------------------------------------------- |
| ハリー・キャラハン刑事       | クリント・イーストウッド | 山田康雄 （多田野曜平）                                                             |
| アル・ブレスラー警部補       | ハリー・ガーディノ       | 田口計                                                                              |
| スコルピオ（サソリ）         | アンディ・ロビンソン     | 堀勝之祐                                                                            |
| チコ・ゴンザレス刑事         | レニ・サントーニ         | 仲村秀生 （大川透）                                                                 |
| フランク・ディジョルジョ刑事 | ジョン・ミッチャム       | 勝田久                                                                              |
| マッケイ本部長               | ジョン・ラーチ           | 島宇志夫                                                                            |
| 市長                         | ジョン・ヴァーノン       | 家弓家正                                                                            |
| ラッセル夫人                 | メイ・マーサー           | 藤夏子                                                                              |
| ノーマ                       | リン・エジングトン       | 弥永和子                                                                            |
| スクールバス運転手           | ルース・コバート         | 京田尚子                                                                            |
| ジャフィー                   | ウッドロー・パーフリー   | 今西正男                                                                            |
| シド・クラインマン           | モーリス・アージェント   | 上田敏也                                                                            |
| ロスコ検事                   | ジョセフ・ソマー         | 桑原たけし                                                                          |
| 自殺志願者                   | ビル・コウチ             | 徳丸完                                                                              |
| 殴り屋                       | ラリー・デュラン         | 木原正二郎                                                                          |
| 医師                         | マーク・ハートセンズ     | 緑川稔                                                                              |
| 同性愛者                     | デビッド・ギリアム       | 玄田哲章                                                                            |
| その他                       |                          | 仲木隆司 冨永みーな 市原由美子 難波克弘 熊谷誠二 池田真 追加録音版キャスト 木村雅史 |
|                              |                          |                                                                                     |
| 演出                         |                          | 春日正伸 （伊達康将）                                                               |
| 翻訳                         |                          | 進藤光太                                                                            |
| 効果                         |                          | PAG                                                                                 |
| 調整                         |                          | 山田太平                                                                            |
| 選曲                         |                          | 赤塚不二夫                                                                          |
| 担当                         |                          | 植木明                                                                              |
| 製作                         |                          | 日米通信社 （東北新社）                                                             |
| 初回放送                     |                          | 1978年4月23日 『日曜洋画劇場』                                                      |

※BDには再放送時の短縮版の音源（治療シーンがカット、「この黒人野郎が」の「黒人」の部分が無音処理されたもの）が収録されている。WOWOW放送ではこの短縮版に追加収録を行っている。イマジカBSでの吹替放送は初回音源で放送された。

※日本語字幕：高瀬鎮夫

## 作品解説
それまでB級映画監督とされてきたドン・シーゲルと、テレビ西部劇（『ローハイド』）やイタリアの低予算マカロニ・ウェスタンの役者程度にしか認識されていなかったクリント・イーストウッドが組んで放ったヒット作であり、ダーティー・ヒーローものの典型と見られている。この作品でドン・シーゲルは1970年代のハリウッド・アクション映画を牽引する存在となった。また、イーストウッドもこの作品でスターの地位を確立、自身の最大の当たり役となった。
愉快犯的無差別殺人や電話で警察やマスコミを翻弄する劇場型犯罪、ミランダ警告がなかったためにデュー・プロセス・オブ・ローに反するとして凶悪犯が放免されるなど、当時のアメリカ社会の世相を反映させている。

### .44マグナム
主人公キャラハン刑事の使用している銃は S&W M29という、本来は狩猟用に開発されたものである。装填される弾丸は.44マグナム弾（直径11.2mm）。

### 名台詞
キャラハン刑事はスラングが掛かった複数の決めゼリフを発する。本作品中で銀行強盗犯との銃撃戦後に、犯人に向かって銃を突きつけたまま弾倉中にもう一発の弾丸が残っているかを当てさせるシーンと怒鳴りつけるセリフ「you've got to ask yourself one question:"Do I feel lucky?" Well do ya, punk!（賭けてみるか、“今日はツイてるか?”　どうなんだクソ野郎!）」は有名で
「Go ahead. Make my day.」は決め台詞としてシリーズの他の映画でも使用された。「Go ahead」は、相手に行動を促す表現であり、「make one's day」は「ある人を幸せな気持ちにさせる」という意味の慣用句である。ハリーの相手が撃ってきたら、ハリー自身も撃ち返すことができるので、「俺（ハリー）を楽しませるためにも、お前は撃ってこい」くらいの意味合いとなる。日本語訳では「撃て、望むところだ」「やれよ、俺を楽しませてくれ」「さあ、撃たせろ」などとされる。

## 評価
レビュー・アグリゲーターのRotten Tomatoesでは54件のレビューで支持率は89%、平均点は7.80/10となった。Metacriticでは10件のレビューを基に加重平均値が87/100となった。